# Улица Мусы Джалиля (Киев)
У́лица Мусы́ Джали́ля (укр. ву́лиця Муси́ Джалі́ля) — улица в Подольском районе города Киева, местность посёлок Шевченко. Пролегает от улицы Гамалиевская до проспекта Свободы.
Примыкают Каневская улица и Межевой переулок.

## История
Улица возникла в 1950-х годах под названием Новая. Современное название в честь татарского поэта Мусы Джалиля — с 1957 года.

## Застройка
Застройка улицы представлена частным сектором. Между Каневской улицей и проспектом Свободы по непарной стороне улицы идут дома, которые относятся к проспекту Свободы (многоэтажные дома, детский сад). Возле перекрестка улицы Мусы Джалиля и проспекта Свободы расположен гаражный кооператив.
Дорожное полотно участка улицы между Каневской улицей и проспектом Свободы частично без твёрдого покрытия, также есть и другие участки без твёрдого покрытия.